# Alodiu (Evul Mediu)
Alodiu (în germană allod, din franconianul allōd - „proprietate deplină”, format din all - „plin, întreg” și ōd - „bun, posesie”; în latină allodium) reprezenta o proprietate deținută sau moștenită ori proprietate liberă și desemna proprietatea în sens juridic în Evul Mediu și Epoca modernă timpurie (care era aproape întotdeauna un teren în oraș sau în afara orașului) asupra căruia posesorul, proprietar sau moștenitor, putea dispune liber.
Fiind o moștenire de familie, alodiul se deosebește ca sens de feudă și de curtea feudală. Alodiile puteau fi deținute atât de oamenii liberi cât și de nobili sau prinți. Dacă aceștia aveau și calitatea de suveran, ei își exercitau drepturile de suveran în posesiunile lor alodiale, iar funcția de conducere (de exemplu într-un comitat) și-o exercitau în feuda imperială.
Alodiile puteau fi moștenite și de fiicele proprietarului, în timp ce feudele se întorceau la suveran atunci când o familie se stingea pe linie masculină. Feudele puteau să treacă în proprietate personală căptând denumirea de alodiu. 
Averea privată a unei familii princiare este denumită și proprietate alodială, în contrast cu posesiunile fiscalizate (care aparțineau trezoreriei sau domeniilor statului).

## Alodiu și feudă
Feuda se deosebea de alodiu prin aceea că vasalul feudal avea drepturi limitate. Proprietatea supremă asupra feudei rămânea feudalului care putea cere vasalilor îndeplinirea anumitor servicii, în mare parte bazate pe dreptul cutumiar. Feuda era așa-numita proprietate utilizabilă, în timp ce alodiul era proprietate deplină. Acest lucru a fost exprimat și prin termenul contemporan sinonim pentru alodiu, „patrimoniu propriu”. Posesiunile cetățenilor înscrise în „Dreptul de cetate” al orașului aveau de obicei un caracter alodial. În mod similar ctitorii bisericilor stăpâneau pământul ctitoriei pe care îl lăsau moștenire urmașilor lor.
Odată cu pierderea drepturilor feudale din secolul al XVI-lea a avut loc o evoluție inversă. Feudele au fost transformate din nou în proprietăți cu drept de moștenire liberă în schimbul unei compensări acordate stăpânului feudei. Feudele au rămas o proprietate cu drepturi limitate ale moștenitorilor pe linie masculină. Desființată a fost doar proprietatea supremă a stăpânului feudal în timp ce drepturile moștenitorilor au rămas aceleași. Prin aceasta feuda transformată în alodiu se apropia sub aspectul posibilității de moștenire în familie pe ceea ce se numea în termeni juridici Fideicommissum.

## Descriere

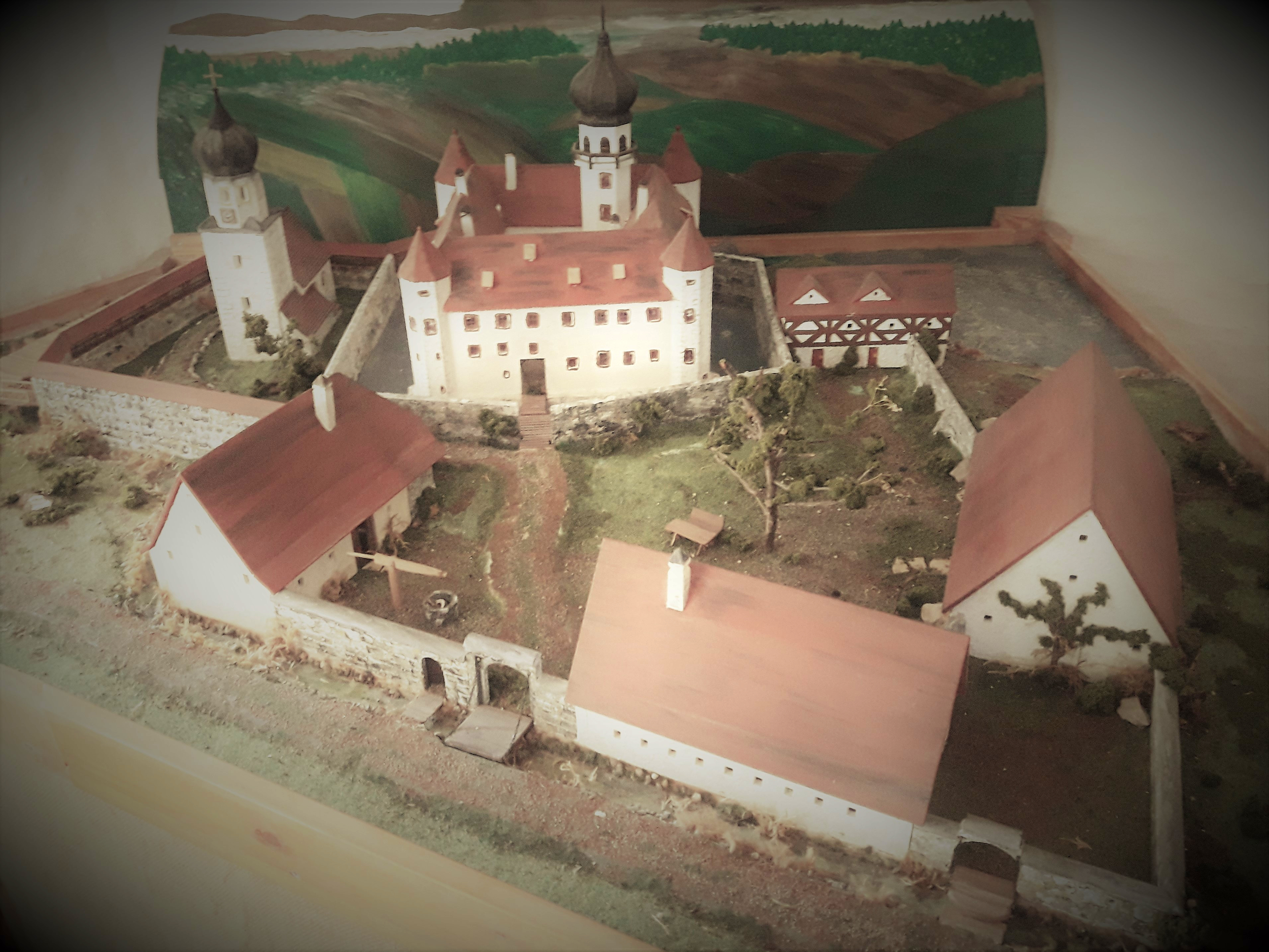
Modelul complexului Castelului Cronheim (în dreapta imaginii alodiul Cronheim)

Prin urmare, proprietatea nu era legată de îndeplinirea obligațiilor proprietarului în raport cu alte persoane. Alodiul putea fi dat moștenire în mod liber conform legislației locale. Inițial veniturile rezultate de pe proprietățile alodiale nu erau impozitate de suveran.
În Evul Mediu alodiul preceda ca poziție reședința centrală, respectiv cetatea. Acolo locuiau adesea membri ai familiei unui cavaler, iar reședința cavalerului purta denumirea populară de castel. Castelele erau construite astfel încât să permită respingerea unor atacuri mici și puteau oferi protecție sătenilor.

## Origine și evoluție istorică
Alodiul, ca formă de proprietate, a apărut la triburile și popoarele germanice înainte de dezvoltarea sistemului feudal. Pământul care se afla inițial în proprietatea comună a întregii comunități a fost dat membrilor individuali. Popoarele germanice au împărțit oamenilor liberi pământ în teritoriile cucerite pe care puseseră stăpânire. De aici rezultă caracterul esențial al proprietății alodiale: proprietate liberă acordată și garantată prin voința întregului popor sau prin legile poporului. Proprietarul era liber de orice dependență privată și de orice restricție a drepturilor sale de proprietate.
Inițial în multe regiuni erau considerați liberi doar proprietarii unui alodiu, care împărtășeau toate îndatoririle și drepturile comune publice. Ei erau membrii ai comunității rurale (Landesgemeinde⁠(d)). Proprietarii liberi din Evul Mediu timpuriu au reprezentat unul dintre grupurile din care s-a dezvoltat de-a lungul timpului nobilimea. Ei se considerau parteneri ai suveranului cu care erau egali în drepturi deoarece făceau parte din aceeași comunitate locală și nu îi erau subordonați acestuia ca vasali. Libertățile asociate proprietății alodiale (de ex. scutirea de impozit și dreptul de vânătoare) au putut fi păstrate în majoritatea țărilor numai de nobili care – deși au fost nevoiți să se subordoneze treptat suveranului după anul 1500 (rezultat fiind apariția statelor) – au rămas clasa cea mai influentă din punct de vedere politic și economic ca proprietari de pământ. Termenul de alodiu apare doar în zona francă și în teritoriile influențate de legea salică a triburilor france. Începând din 1066 după Bătălia de la Hastings în Anglia și preponderent în sudul Franța, nu au mai existat alodii. În teritoriile germane proprietățile alodiale, mai ales cele ale nobilimii, erau concentrate în sud. Au existat numeroși stăpâni care și-au bazat puterea pe posesiuni alodiale extinse în ținuturile Alpine estice și în țările Coroanei Boemiei. Regele, ca feudal suprem, nu a fost niciodată stăpânul întregului teritoriu imperial.
Proprietatea alodială putea să apară și atunci când feudalul renunța la drepturile sale în favoarea vasalului. Pământul desțelenit era considerat de prinți proprietate alodială. De asemenea, se întâmpla ca oamenii liberi să fie uneori pedepsiți de suveran pentru o infracțiune prin transformarea în feudă a proprietății lor libere de la plata impozitului sau de alte obligații.
Diferențele dintre cele două forme medievale de proprietate, feudă și alodiu, au devenit în timp din ce în ce mai mici. Pe de o parte, cel mai târziu din secolul al XVII-lea serviciul feudal nu a mai fost necesar și de asemenea, dreptul de moștenire a feudei a devenit mult mai puternic în perioada modernă timpurie, iar pe de altă parte, suveranii puteau forța oamenii liberi încă din secolul al XVI-lea să plătească regulat impozitul. În secolul al XIX-lea feudele au dispărut treptat în majoritatea țărilor europene. La acel moment a apărut conceptul de proprietate privată în dreptul civil (definit în Codul civil). În timp ce în Franța „regimul feudal” a fost dispărut fiind eliminat prin legi revoluționare în 1789, în Germania procesul a durat până la mijlocul secolului al XX-lea, iar dreptul feudal a fost în cele din urmă abolit în 1947 la revizuirea legislației de către un consiliu de control.